# IC 595
IC 595 је елиптична галаксија у сазвјежђу Лав која се налази на листи објеката дубоког неба у Индекс каталогу.
Деклинација објекта је + 11° 0' 3" а ректасцензија 10h 9m 38,1s. Привидна величина (магнитуда) објекта IC 595 износи 14,0 а фотографска магнитуда 15,0. IC 595 је још познат и под ознакама CGCG 64-81, NPM1G +11.0231, PGC 29555.